# Salsola genistoides
Salsola genistoides es una especie de planta perteneciente a la familia de las quenopodiáceas.

## Descripción
Son  arbustos que alcanzan un tamaño de hasta 2 m de altura. Tallos y ramas erectas o erecto-ascendentes, con costillas, que se deshacen en tiras con el tiempo y llevan fascículos axilares de pelos con longitud apreciable, así como, a veces, otros pelos diminutos en los bordes de las costillas. Hojas de hasta 22 mm, alternas, semicilíndricas o aplanadas, agudas o mucronadas, lineares, caducas, dejando al caer una cicatriz en la que se observan fascículos de pelos. Brácteas superiores de ordinario oval-triangulares, con el margen escarioso en la base; las inferiores de hasta 9 mm, generalmente lineares, similares a las hojas. Bractéolas más cortas que el perianto, con margen escarioso. Flores solitarias, en panículas o espigas al final de las ramas, quedando generalmente la parte inferior de éstas desnuda, con lo que la planta ofrece el aspecto propio de una genístea. Piezas periánticas desarrollando un ala de hasta 5,5 × 7 mm, obovada, a menudo marginada, rojiza, con fascículos de pelos apicales, rara vez también marginales. Anteras de 0,8-1,3 mm. Estigmas de longitud inferior a la del estilo, a veces subigual. Semillas horizontales. Tiene un número de cromosomas de 2n = 18.

## Distribución y hábitat
Se encuentra en ribazos y matorrales subnitrófilos, en suelos margosos, subsalinos, en clima árido; piso basal, en España y Marruecos.

## Taxonomía
Salsola genistoides fue descrita por Juss. ex Poir. y publicado en Encyclopédie Méthodique, Botanique 7: 294.
sinonimia
- Caroxylon genistoides Pau	[3]

## Nombres comunes
- Castellano: almajo, barrilla,  boja negra, escoba de la era, escobilla, escobillas, escobones, escobón, mata arredondeada, mato negro, retamilla, salado, volantines.[4]